# Кемп-Нельсон (Каліфорнія)
Кемп-Нельсон (англ. Camp Nelson) — переписна місцевість (CDP) в США, в окрузі Туларе штату Каліфорнія. Населення — 106 осіб (2020).

## Географія
Кемп-Нельсон розташований за координатами 36°8′31″ пн. ш. 118°36′39″ зх. д. / 36.14194° пн. ш. 118.61083° зх. д. (36.141978, -118.610710).  За даними Бюро перепису населення США в 2010 році переписна місцевість мала площу 3,21 км², уся площа — суходіл.

## Демографія
Згідно з переписом 2010 року, у переписній місцевості мешкало 97 осіб у 55 домогосподарствах у складі 32 родин. Густота населення становила 30 осіб/км².  Було 383 помешкання (119/км²).
Расовий склад населення:
| - 96,9 % — білих - 2,1 % — осіб інших рас |

До двох чи більше рас належало 1,0 %. Частка іспаномовних становила 6,2 % від усіх жителів.
За віковим діапазоном населення розподілялося таким чином: 8,2 % — особи молодші 18 років, 54,7 % — особи у віці 18—64 років, 37,1 % — особи у віці 65 років та старші. Медіана віку мешканця становила 60,2 року. На 100 осіб жіночої статі у переписній місцевості припадало 115,6 чоловіків;  на 100 жінок у віці від 18 років та старших — 117,1 чоловіків також старших 18 років.
Цивільне працевлаштоване населення становило 72 особи. Основні галузі зайнятості: освіта, охорона здоров'я та соціальна допомога — 29,2 %, будівництво — 27,8 %, роздрібна торгівля — 22,2 %, фінанси, страхування та нерухомість — 20,8 %.